# Использование ДНК в технологии

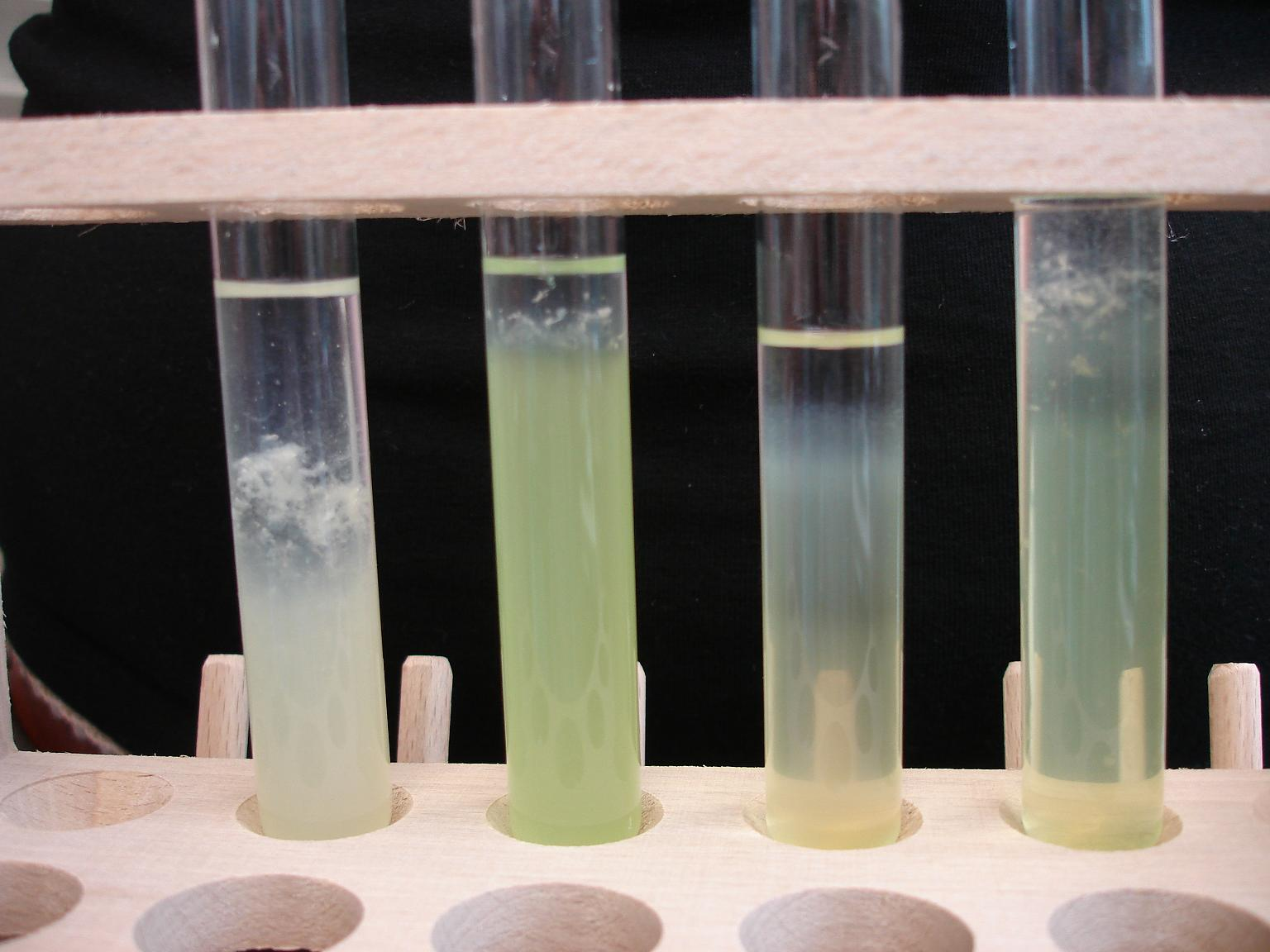
Выделениe ДНК методом спиртового осаждения. ДНК выглядит как клубок белых нитей.

ДНК-технологии — совокупность приемов, методов и технологи по использованию дезоксирибонуклеиновых кислот в различных сферах деятельности человека.

## Использование ДНК в технологии

### Генетическая инженерия
Современные биология и биохимия интенсивно используют методы, основанные на рекомбинантной ДНК. Рекомбинантная ДНК — искусственно созданная человеком последовательность ДНК, части которой могут быть синтезированы химическим путём, с помощью ПЦР (полимеразная цепная реакция) или клонированы из ДНК различных организмов. Рекомбинантные ДНК могут быть трансформированы в клетки живых организмов в составе плазмид или вирусных векторов. Генетически модифицированные животные и растения обычно содержат рекомбинантные гены, встроенные в их хромосомы. В то время как генетически модифицированные бактерии и дрожжи используются для производства рекомбинантных белков, животные используются в медицинских исследованиях, а растения с улучшенными пищевыми качествами — в сельском хозяйстве.

### Судебно-медицинская экспертиза
Судмедэксперты используют ДНК в крови, сперме, коже, слюне или волосах, обнаруженных на месте преступления для обнаружения преступника. Процесс идентификации называется генетическим отпечатком (более точно, определением профиля ДНК). В отпечатке сравниваются вариабельные ДНК генома, например, короткие тандемные повторы и минисателлитные последовательности разных людей. Это очень надёжный метод определения преступников, хотя определение может быть затруднено при загрязнении сцены преступления ДНК других людей.
Технология отпечатков была изобретена в 1984 британским генетиком Алеком Джеффрейс (Alec Jeffreys) и впервые была использована как доказательство в суде над Колином Питчфорком (Colin Pitchfork) в деле, где он был обвинён в убийстве и изнасиловании.
В настоящее время во многих западных странах, например, Великобритании, у преступников, обвинённых в преступлениях некоторых типов, забирается образец ДНК для базы данных. Это помогло обнаружить виновных в ранее нераскрытых преступлениях, поскольку ДНК сохраняется на вещественных доказательствах. Ещё этот метод используется для определения личности в случае массовой гибели людей.
С 1 января 2009 года в России принимается федеральный закон «О государственной геномной регистрации в Российской Федерации». Геномная регистрация объявляется обязательной процедурой для определённых групп лиц (заключённые и бывшие заключённые, неустановленные лица), а также добровольной для остальных граждан. Этот закон поможет сократить количество преступлений, а также будет являться доказательством в судебных разбирательствах при решении вопросов наследования, назначении алиментов. Добровольный анализ ДНК используется при установлении отцовства/материнства, с целью получения прав родственника, или прав наследника при наследовании имущества, а также при определении генетической предрасположенности к заболеваниям или пагубной зависимости.

### Биоинформатика
Биоинформатика включает в себя обработку данных (data mining), содержащихся в последовательности ДНК. Развитие компьютерных методов для сохранения и поиска такой информации привели к развитию применяемых и в других областях направлений информатики, как ССА (string searching algorithm), машинное обучение и базы данных. Алгоритмы типа ССА, которые ищут определённую последовательность букв в большей последовательности букв, были разработаны для поиска специфических последовательностей нуклеотидов. В других компьютерных приложениях, например, текстовых редакторах самые простые алгоритмы справляются с этой задачей, но последовательности ДНК относятся к наиболее трудно обрабатываемым, потому что они состоят всего из четырёх букв. Сходная проблема возникает при сравнении последовательностей из разных организмов (sequence alignment), которое используется в изучении филогенетических взаимоотношений между этими организмами и функций белков. Данные, представляющие собой последовательность целых геномов, одним из наиболее сложным из которых является геном человека, трудно использовать без описания, которое указывает на положение генов и регуляторных последовательностей на каждой хромосоме. Участки ДНК, последовательности которых содержат последовательности, ассоциированные с генами, кодирующими белки или РНК, могут быть найдены с помощью специальных биоинформатических алгоритмов, которые позволяют предсказать наличие продуктов экспрессии генов до их обнаружения в результате экспериментов

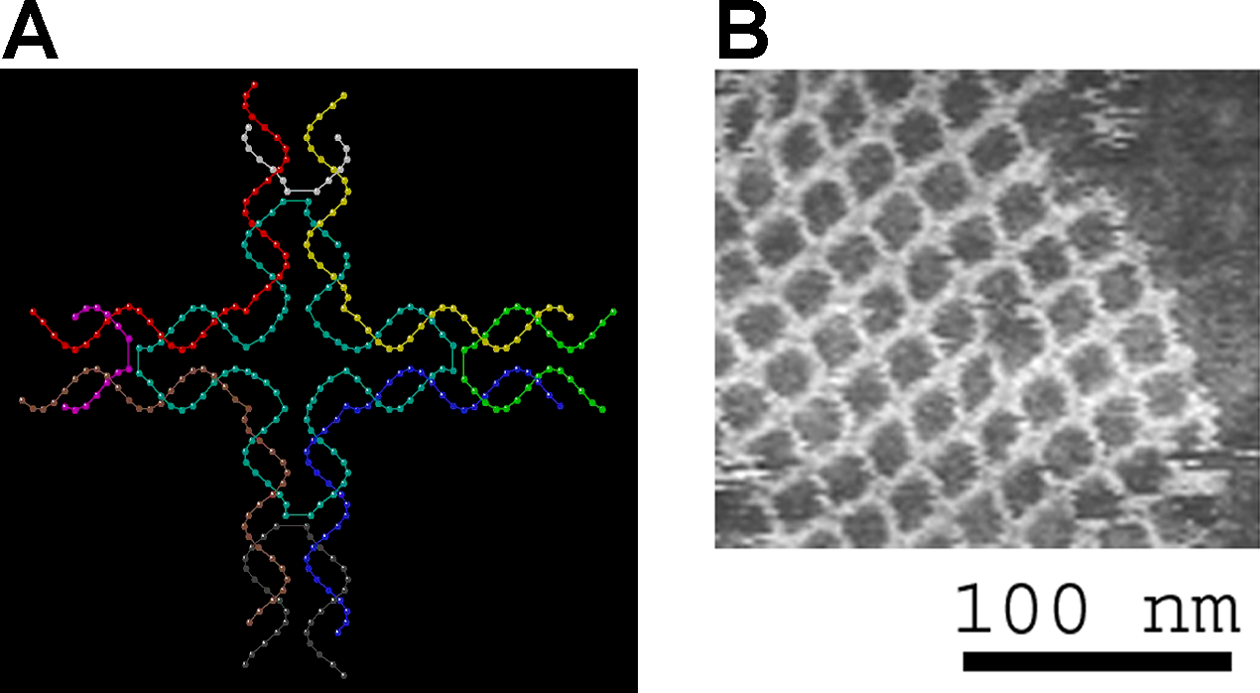
Изображение (А) «Плитка», которая состоит из четырёх молекул ДНК, ориентированных 90° относительно друг друга. Из этих плиток можно построить ДНК-наносеть (Б)

### ДНК и компьютеры нового поколения
ДНК впервые была использована в вычислительной технике для решения «проблемы пути Гамильтона», частного случая NP-полной задачи. ДНК-компьютер имеет преимущества относительно электронных компьютеров, поскольку теоретически требует меньше электричества, занимает меньше места и более эффективен из-за возможности одновременных подсчётов (см. Параллельные вычислительные системы). Другие задачи, например, «абстрактных машин», задача выполнимости булевых формул и вариант задачи коммивояжёра были проанализированы с помощью ДНК-компьютеров. Из-за компактности ДНК она теоретически может найти применение в криптографии, где она может использоваться для конструирования одноразовых шифроблокнотов.

### История и антропология
Поскольку с течением времени в ДНК накапливаются мутации, которые затем передаются по наследству, она содержит историческую информацию, поэтому генетики могут предположить эволюционную историю организмов (филогенетика).
Филогенетика — метод эволюционной биологии. Если сравниваются последовательности ДНК внутри вида, эволюционные генетики могут узнать историю отдельных популяций. Эта информация может быть полезна в разных областях науки, начиная с экологической генетики и заканчивая антропологией. ДНК используется для определения отцовства и родственных взаимоотношений, например, было доказано, что третий президент США Томас Джефферсон был отцом ребёнка рабыни Салли Хемингс. В России останки семьи последнего царя Российской империи Николая II были также идентифицированы с помощью образцов ДНК, взятых у ныне живущих родственников царя.
Используемый в таких случаях метод похож на тот, который применяют в криминалистике (см. выше), иногда доказательством виновности является общие специфические характеристики ДНК, обнаруженной на сцене преступления и ДНК родственников преступника.

### ДНК музыка
Используя нуклеотидную последовательность ДНК, можно написать музыкальную композицию. Теоретических предпосылок для осуществления перевода нуклеотидной последовательности в звуковой ряд — несколько. Первая — это то, что последовательность ДНК подпадает под понятие розовый шум, это значит — ДНК можно рассматривать как источник музыки. Вторая предпосылка — это возможность построить на основе последовательности ДНК фрактал, это соответствует принципам повторяемости звуков в музыке. Третья предпосылка — это возможность итерации определённых физических характеристик нуклеотидов в слышимую область.
Родоначальником ДНК музыки можно по праву считать американского биолога Дэвида Димера (David Deamer), который первым разработал алгоритм написания ДНК музыки на основе характеристики поглощения нуклеотидами света в инфракрасном спектре.
На сегодняшний день ДНК музыкой профессионально занимаются несколько коллективов и композиторов, среди них — трио HUGO, композиторы Сьюзен Александер (Susan Alexjander), Стюарт Митчелл (Stuart Mitchell) и Тодд Бартон (Todd Barton). Полный обзор о ДНК музыке можно прочесть здесь.
В 2012 году в Московской Государственной консерватории был создан Центр междисциплинарных исследований музыкального творчества, одной из задач которого является применение методов биоинформатики для расширения музыкального пространства.